# Morgi (Łomnica)
Morgi – przysiółek wsi Łomnica w Polsce położona w województwie wielkopolskim, w powiecie nowotomyskim, w gminie Zbąszyń.
W latach 1975–1998 miejscowość administracyjnie należała do województwa zielonogórskiego.